# 贞圣王后
贞圣王后（정성왕후，1693年1月2日—1757年3月23日），徐姓，朝鲜王朝第21位國王英祖的第一任王妃，本貫大丘徐氏，郡守徐宗悌與夫人李氏的女兒。
　

## 生平
贞圣王后于肅宗十八年（1692年）十二月初七日戌时，生于嘉会坊私第。於肅宗二十九年（1703年）十一月嫁給王子延礽君李昑，封达城郡夫人，受到公公肅宗的疼愛。
景宗元年（1721年）徐氏獲册封為世弟嫔，多年来风雨不改向两殿长辈问安、侍奉汤药，常参拜毓祥宫。虽然徐家属于老论派，景宗在位時發生的辛壬士禍亦遭受牵连。景宗四年（1724年）随着英祖登基，受封为王妃；贞圣王后与庶子莊獻世子关系亲密，对他视如己出，常常从中调解他与英祖之间的矛盾。惠庆宫在《闲中录》里回忆贞圣王后温柔慈善，对她和洪家的晚辈非常亲切。英祖十六年（1740年）受号惠敬，二十八年（1752年）加号莊愼，三十二年（1756年）加号康宣。
英祖三十三年（1757年），贞圣王后的顽疾忽然恶化，指甲发蓝，呕出大量黑血，二月十五日薨逝昌德宫之观理閤，享壽六十六岁。其间，英祖曾去探望，并在贞圣王后薨逝之後御笔亲书《大行王妃行状》，缅怀过往种种、本希望同糟糠之妻白髮偕老；思悼世子更是悲痛不已，于病榻前痛哭並写下多篇墓表与祭文表达哀悼之情，收录在《凌虚关漫稿》。贞圣王后葬于高阳昌陵左岡辛向原，卽明陵之右麓。諡号贞圣，取之“坦然无私曰贞，众善播扬曰圣”，陵号弘陵，殿号徽宁；連同尊號，全諡惠敬莊慎康宣恭翼仁徽昭獻元烈端穆章和贞圣王后。

## 家庭
| 关系   | 姓名     | 生卒年    | 封号/职位                      | 备注 |
| ------ | -------- | --------- | ------------------------------ | --- |
| 父親   | 徐宗悌   | 1656—1719 | 追贈領議政、達城府院君，諡孝僖 | 字孝叔，徐文道次子，肅宗朝信川郡守。                                                                       |
| 母親   | 牛峰李氏 | 1660—1739 | 岑城府夫人                     | 李師昌的女兒、金奎外孫女，育有二子四女。                                                                   |
| 哥哥   | 徐命伯   | 1678—1733 | 追贈吏曹判書                   | 字仲懋，夫人驪州李氏，有三子。                                                                             |
| 姪子   | 徐德修   | 1694—1722 |                                | 字士敏，辛壬士禍中被處死，後平反。 夫人為廣平大君後代，有一子徐有祐。 韓國獨立運動政治家徐載弼是他的後代。 |
| 姪子   | 徐仁修   | 1705—1770 | 善山郡守                       | 字士綱，有三子四女，次子徐有寧过继給弟弟徐信修。                                                           |
| 姪子   | 徐信修   | 1716—1794 | 追贈领议政、左贊成             | 嗣子徐有宁。                                                                                               |
| 姐     | 大邱徐氏 | 1681—1758 |                                | 與孝寧大君後代李重庚育有二子二女。                                                                         |
| 外甥   | 李明吾   | 1703—1788 |                                | 字子晦，生员、正二品正憲大夫。 有三子一女，另有庶出子女六人。                                              |
| 外甥女 | 全州李氏 | 1709—1745 |                                | 與沈育有一女，另有兩名養子。                                                                               |
| 外甥   | 李章吾   | 1714—1781 | 訓練大將                       | 字子明、号蓮溪，有三女，養子李德濟。                                                                       |
| 外甥女 | 全州李氏 | 1717—1768 |                                | 與金運恒育有二子二女。                                                                                       |
| 姐     | 大邱徐氏 |           |                                | 丈夫申正集為申叔舟後裔。 無親生子女，英祖在位期間過世，養子申泓。                                          |
| 嗣外甥 | 申泓     | 1710—1753 | 山陰縣監                       | 字士源，生父母申成集、咸平李氏，有一子。                                                                   |
| 妹     | 大邱徐氏 | 1695—1764 |                                | 與林蘧育有三女二子。                                                                                       |
| 外甥女 | 羅州林氏 | 1715—1775 |                                | 丈夫趙龍命，無親生子女，養子趙時九。                                                                       |
| 外甥女 | 羅州林氏 |           |                                | 與權縡育有一子。                                                                                           |
| 外甥女 | 羅州林氏 | 1721—1781 |                                | 與成崙柱育有一子。                                                                                         |
| 外甥   | 林應夏   | 1723—1752 | 进士                           | 字善伯，有二子。                                                                                           |
| 外甥   | 林壽夏   | 1729—1778 |                                | 字喬年，過繼為叔父林莘養子，有二子一女。                                                                   |
| 弟弟   | 徐命休   | 1700—1727 |                                | 字仲申，早卒。 夫人綾城具氏，有一子。                                                                      |
| 姪子   | 徐魯修   | 1720—1787 | 黃州牧使                       | 字禮甫，有六子二女。                                                                                       |